# SIGFPE
В POSIX-системах, SIGFPE — сигнал, посылаемый процессу, при попытке выполнения ошибочной арифметической операции.
SIGFPE — целочисленная константа, определённая в заголовочном файле signal.h. Символьные имена сигналов используются вместо номеров, так как в разных реализациях номера сигналов могут различаться.

## Этимология
SIG — общий префикс, сигналов, FPE — аббревиатура англ. floating-point exception — исключение в операции с плавающей запятой. На самом деле, SIGFPE используется и для целочисленной арифметики, название же сохраняется для обеспечения обратной совместимости кода.

## Использование
SIGFPE может быть послан процессу по ряду причин. Самая распространенная из них — переполнение типа данных в результате неожиданно больших (или малых) значений входных данных и/или ошибки дизайна программы.
SIGFPE может быть перехвачен или проигнорирован. Игнорирование SIGFPE в некоторых случаях может привести к непредсказуемым результатам — программа может зациклиться в попытке выполнить ошибочную операцию. Если SIGFPE не является результатом арифметической операции (а, например, послан с помощью системного вызова kill()), то такое игнорирование вполне безопасно.
При делении SIGFPE вызывает не только равный нулю делитель — на некоторых платформах (включая x86), целое деление INT_MIN, самого малого (отрицательного) целого числа, на (−1) не может быть выполнено, поскольку положительное число с этим модулем непредставимо (при INT_MIN = (−2147483648), INT_MAX = 2147483647).